# Club Voleibol J.A.V. Olímpico
Club Voleibol J.A.V. Olímpico  - żeński klub piłki siatkowej z hiszpańskich Wysp Kanaryjskich. Swoją siedzibę ma w Las Palmas de Gran Canaria. Występuje w Superliga Femenina de Voleibol. Został założony w 1988.

## Sukcesy
Puchar Hiszpanii:
- 2021

Mistrzostwo Hiszpanii:
- 2021
- 2022[1]

Superpuchar Hiszpanii:
- 2021